# Stahleckeria
Stahleckeria is een geslacht van uitgestorven synapsiden uit de Dicynodontia dat leefde tijdens het Trias. 
Stahleckeria potens was een slagtandloze dicynodont van drie tot vier meter lang en ongeveer 400 kg zwaar. Deze soort leefde in het Ladinien. Fossielen zijn gevonden in de Santa Maria-formatie  van de Rosário do Sul-groep in Brazilië en de Omingonde-formatie in Namibië